# Short track na Zimowych Igrzyskach Olimpijskich 2010 – bieg na 500 m kobiet

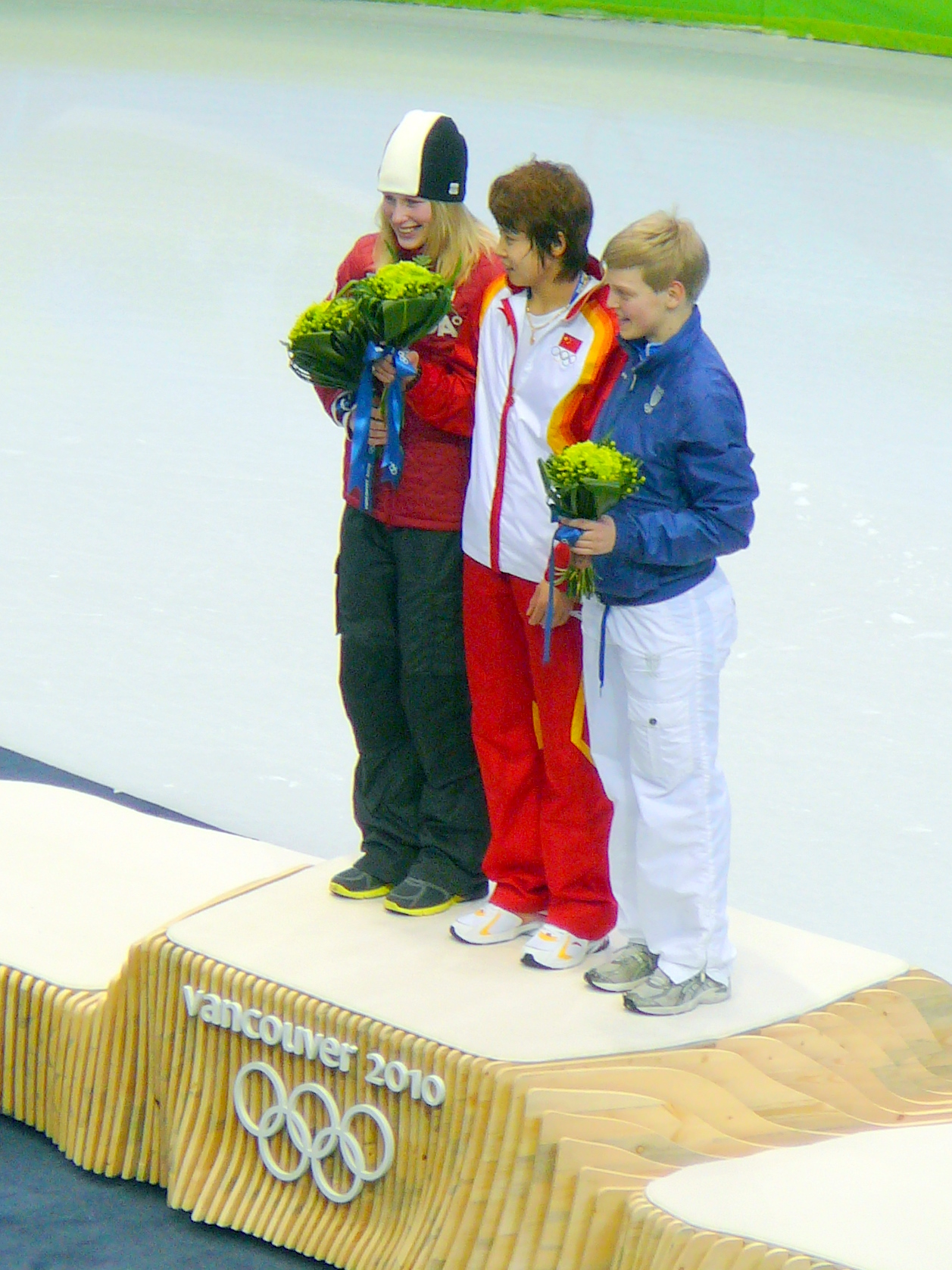
Medalistki

Walka o medale olimpijskie w short tracku na dystansie 500 m kobiet odbyła się w dniu 17 lutego w hali Pacific Coliseum. Tytuł mistrzyni olimpijskiej na tym dystansie obroniła Chinka Wang Meng, która zdążyła pobić trzy rekordy olimpijskie w Vancouver. Wicemistrzynią olimpijską została Kanadyjka Marianne St-Gelais, a brąz wywalczyła Włoszka Arianna Fontana.

## Wyniki

### Eliminacja
| Pozycja | Nr | Zawodniczka               | Kraj     | Czas     | Uwagi |
| ------- | -- | ------------------------- | -------- | -------- | ----- |
| 1       | 1  | Katherine Reutter         | USA      | 44.187   | Q     |
| 2       | 1  | Cho Ha-ri                 | KOR      | 44.313   | Q     |
| 3       | 1  | Stéphanie Bouvier         | FRA      | 44.376   |       |
| 4       | 1  | Aika Klein                | GER      | 45.186   |       |
| 1       | 2  | Marianne St-Gelais        | CAN      | 44.708   | Q     |
| 2       | 2  | Sarah Lindsay             | GBR      | 44.716   | Q     |
| 3       | 2  | Tatiana Borodulina        | AUS      | 44.901   |       |
| 4       | 2  | Valeriya Potemkina        | RUS      | 44.952   |       |
| 1       | 3  | Wang Meng                 | CHN      | 43.926   | OR, Q |
| 2       | 3  | Kateřina Novotná          | CZE      | 44.614   | Q     |
| 3       | 3  | Cecilia Maffei            | ITA      | 44.948   |       |
| 4       | 3  | Patrycja Maliszewska      | POL      | 58.649   |       |
| 1       | 4  | Lee Eun-byul              | KOR      | 44.000   | Q     |
| 2       | 4  | Jessica Gregg             | CAN      | 44.009   | Q     |
| 3       | 4  | Jorien ter Mors           | NLD      | 45.120   |       |
| 4       | 4  | Martina Valcepina         | ITA      | 1:08.173 |       |
| 1       | 5  | Arianna Fontana           | ITA      | 44.482   | Q     |
| 2       | 5  | Alyson Dudek              | USA      | 44.560   | Q     |
| 3       | 5  | Annita van Doorn          | NLD      | 44.751   |       |
| 4       | 5  | Biba Sakurai              | JPN      | 45.146   |       |
| 1       | 6  | Zhou Yang                 | CHN      | 44.115   | Q     |
| 2       | 6  | Kalyna Roberge            | CAN      | 44.254   | Q     |
| 3       | 6  | Yui Sakai                 | JPN      | 44.341   |       |
| 4       | 6  | Liesbeth Mau Asam         | NLD      | 45.135   |       |
| 1       | 7  | Park Seung-hi             | KOR      | 44.221   | Q     |
| 2       | 7  | Elise Christie            | GBR      | 44.374   | Q     |
| 3       | 7  | Erika Huszar              | HUN      | 44.537   |       |
| 4 !     | 7  | Marina Georgiewa-Nikołowa | Bułgaria | 99.999 ! | DSQ   |
| 1       | 8  | Ewgenija Radanowa         | BUL      | 45.125   | Q     |
| 2       | 8  | Veronique Pierron         | FRA      | 45.218   | Q     |
| 3       | 8  | Han Yueshuang             | HKG      | 48.625   |       |
| 4       | 8  | Zhao Nannan               | CHN      | 1:02.132 |       |

### Ćwierćfinał
| Pozycja | Nr | Zawodniczka        | Kraj | Czas     | Uwagi |
| ------- | -- | ------------------ | ---- | -------- | ----- |
| 1       | 1  | Katherine Reutter  | USA  | 43.834   | Q, RO |
| 2       | 1  | Kalyna Roberge     | CAN  | 44.143   | Q     |
| 3       | 1  | Kateřina Novotná   | CZE  | 44.438   |       |
| 4       | 1  | Park Seung-hi      | KOR  |          | DSQ   |
| 1       | 2  | Wang Meng          | CHN  | 43.284   | Q, RO |
| 2       | 2  | Jessica Gregg      | CAN  | 43.956   | Q     |
| 3       | 2  | Ewgenija Radanowa  | BUL  | 44.047   |       |
| 4       | 2  | Sarah Lindsay      | GBR  |          | DSQ   |
| 1       | 3  | Zhou Yang          | CHN  | 44.106   | Q     |
| 2       | 3  | Arianna Fontana    | ITA  | 44.257   | Q     |
| 3       | 3  | Cho Ha-ri          | KOR  | 44.306   |       |
| 4       | 3  | Alyson Dudek       | USA  | 44.588   |       |
| 1       | 4  | Marianne St-Gelais | CAN  | 44.316   | Q     |
| 2       | 4  | Lee Eun-byul       | KOR  | 44.582   | Q     |
| 3       | 4  | Elise Christie     | GBR  | 44.821   |       |
| 4       | 4  | Veronique Pierron  | FRA  | 1:10.899 |       |

## Półfinał
| Pozycja | Nr | Zawodniczka        | Kraj | Czas   | Uwagi |
| ------- | -- | ------------------ | ---- | ------ | ----- |
| 1       | 1  | Jessica Gregg      | CAN  | 43.854 | QA    |
| 2       | 1  | Arianna Fontana    | ITA  | 43.991 | QA    |
| 3       | 1  | Zhou Yang          | CHN  | 43.992 | QB    |
| 4       | 1  | Katherine Reutter  | USA  | 44.145 | QB    |
| 1       | 2  | Wang Meng          | CHN  | 42.985 | QA RO |
| 2       | 2  | Marianne St-Gelais | CAN  | 43.241 | QA    |
| 3       | 2  | Kalyna Roberge     | CAN  | 43.633 | QB    |
| 4       | 2  | Lee Eun-byul       | KOR  | 43.899 | QB    |

## Finał A
| Pozycja | Zawodniczka        | Kraj | Czas   |
| ------- | ------------------ | ---- | ------ |
|         | Wang Meng          | CHN  | 43.048 |
|         | Marianne St-Gelais | CAN  | 43.707 |
|         | Arianna Fontana    | ITA  | 43.804 |
| 4       | Jessica Gregg      | CAN  | 44.204 |

## Finał B
| Pozycja | Zawodniczka       | Kraj | Czas   |
| ------- | ----------------- | ---- | ------ |
| 5       | Zhou Yang         | CHN  | 44.725 |
| 6       | Kalyna Roberge    | CAN  | 44.824 |
| 7       | Katherine Reutter | USA  | 44.846 |
| 8       | Lee Eun-byul      | KOR  | 44.860 |